# Szilvásszentmárton
Szilvásszentmárton je obec v Maďarsku v župě Somogy.